# Ендек

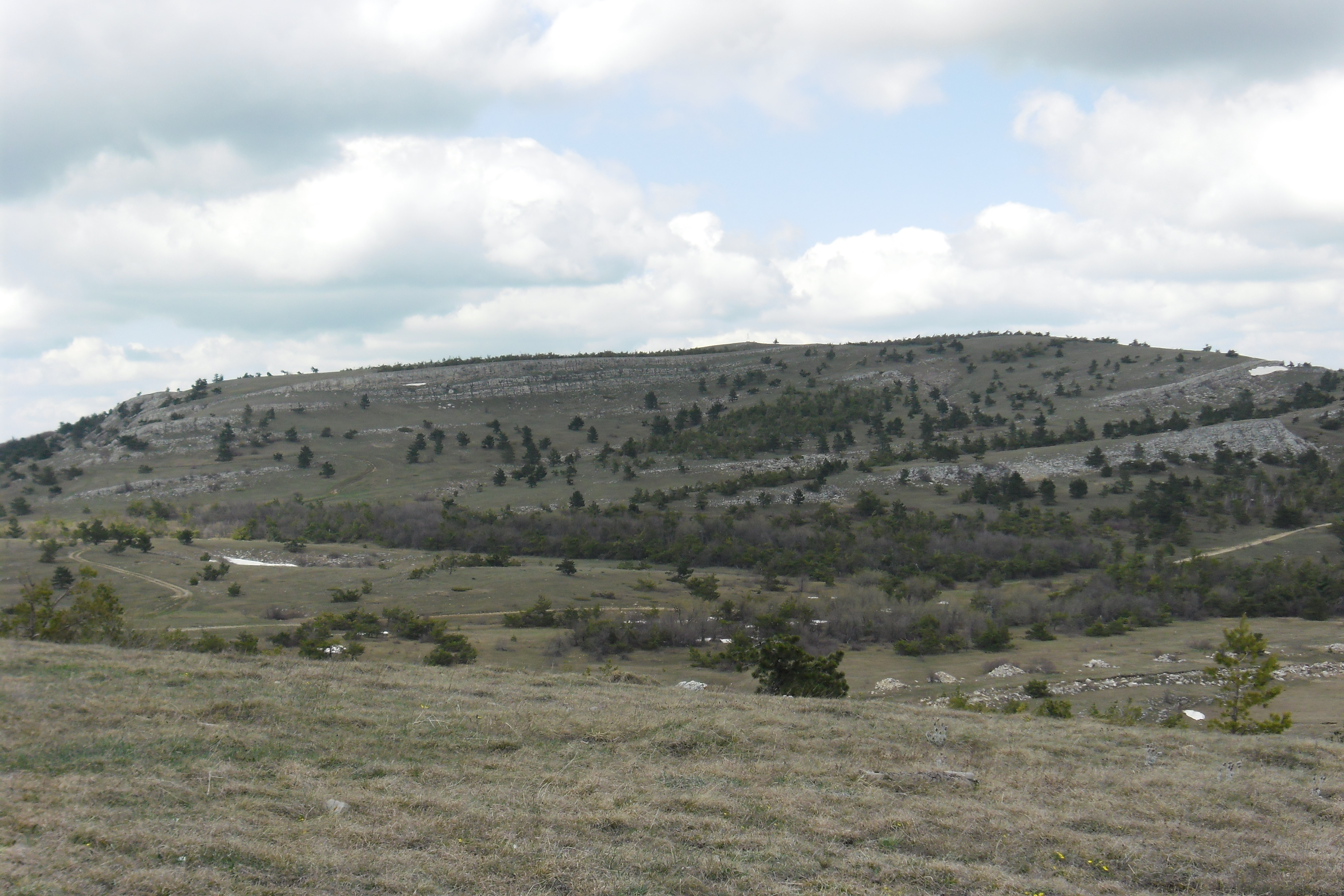
.

Ендек (тюрк. ендеки — рів) — куполоподібна гора в Криму зі скельними уступами на голій вершині; по схилах поодинокі сосни. На південно-західній околиці Ялтинської яйли, в 4 км від Ялти, на північ від хребта Іограф.